# Cère (rivier)
De Cère is een rivier in de Franse departementen Cantal, Corrèze en Lot, regio’s  Nouvelle-Aquitaine, Auvergne-Rhône-Alpes en Occitanie. Zij is een rechtse zijrivier van de Dordogne. 

## Loop
De Cère is 120 km lang. Zij ontspringt op 1370 meter hoogte aan de westkant van de Col de Font de Cère, op het grondgebied van de gemeente Saint-Jacques-des-Blats. 
Zij vormt een van de belangrijkste valleien van de Monts du Cantal tot zij in het bekken van Aurillac komt en haar weg vervolgt door de streken “Châtaigneraie cantalienne” en “Xaintrie”. Zij stroomt uiteindelijk als linkse zijrivier in de Dordogne, net na Bretenoux op het grondgebied van Prudhomat.

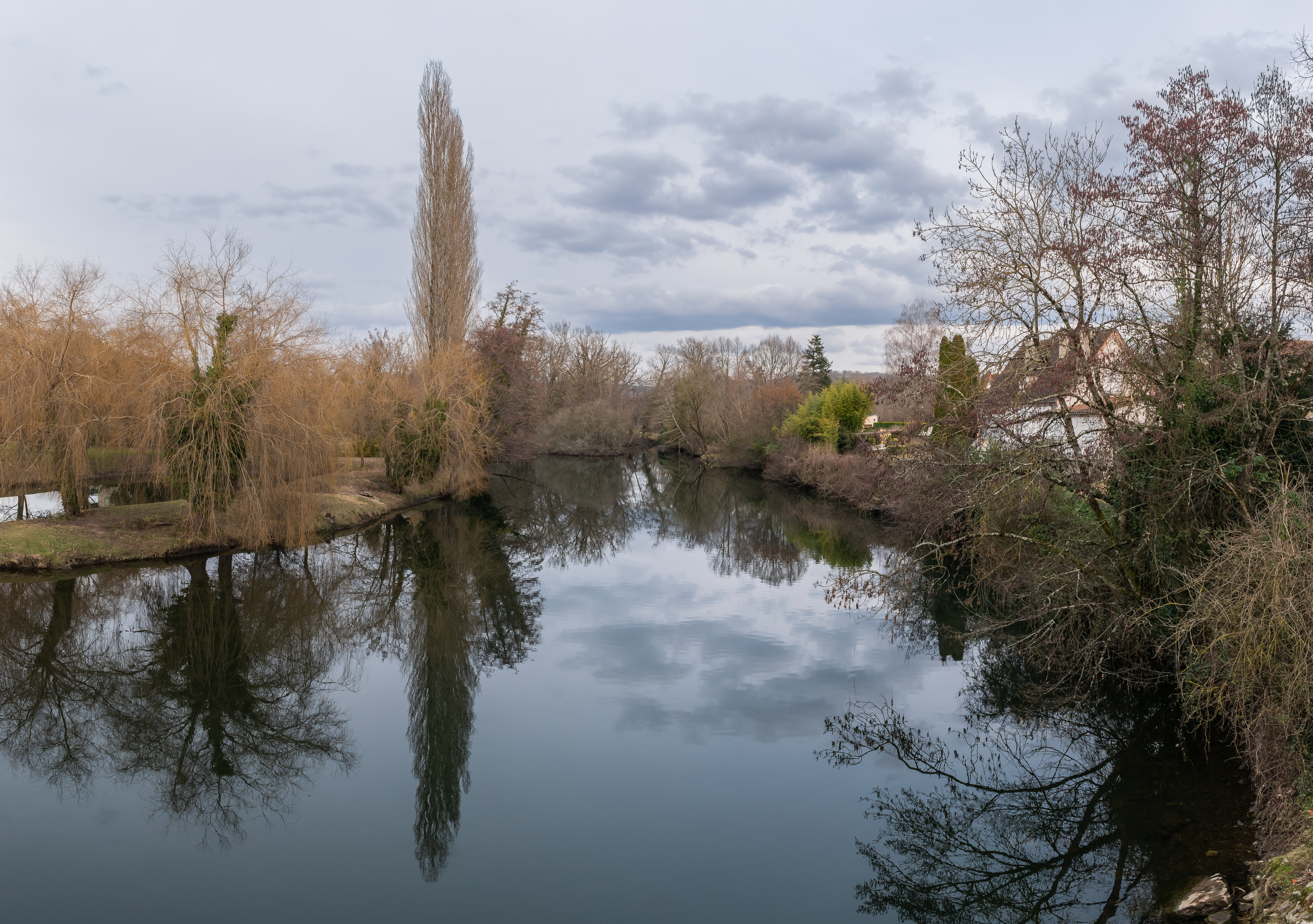
De Cère in Bretenoux

Zij geeft haar naam aan meerdere gemeenten: Vic-sur-Cère, Arpajon-sur-Cère, Gagnac-sur-Cère, Laval-de-Cère en Biars-sur-Cère. Ze stroomt ook door: Thiézac, Polminhac, Saint-Étienne-Cantalès, Laroquebrou en Camps-Saint-Mathurin-Léobazel.

## Hydrografie
De Cère heeft een gemiddeld debiet (in Biars-sur-Cère) van 26.4 m3/s en een stroomgebied van 1059 km2.
Door haar groot verhang en ruim debiet zijn reeds lang afdammingen in haar loop gemaakt, aanvankelijk voor aftakkingen voor de aandrijving van watermolens, en sinds de 20e eeuw ook voor de vorming van stuwmeren voor elektriciteitsproductie.
De oudste hydro-elektrische centrale op de Cère is deze in Vic-sur-Cère uit 1897.
De grootste is deze van de stuwdam van Saint-Étienne-Cantalès.

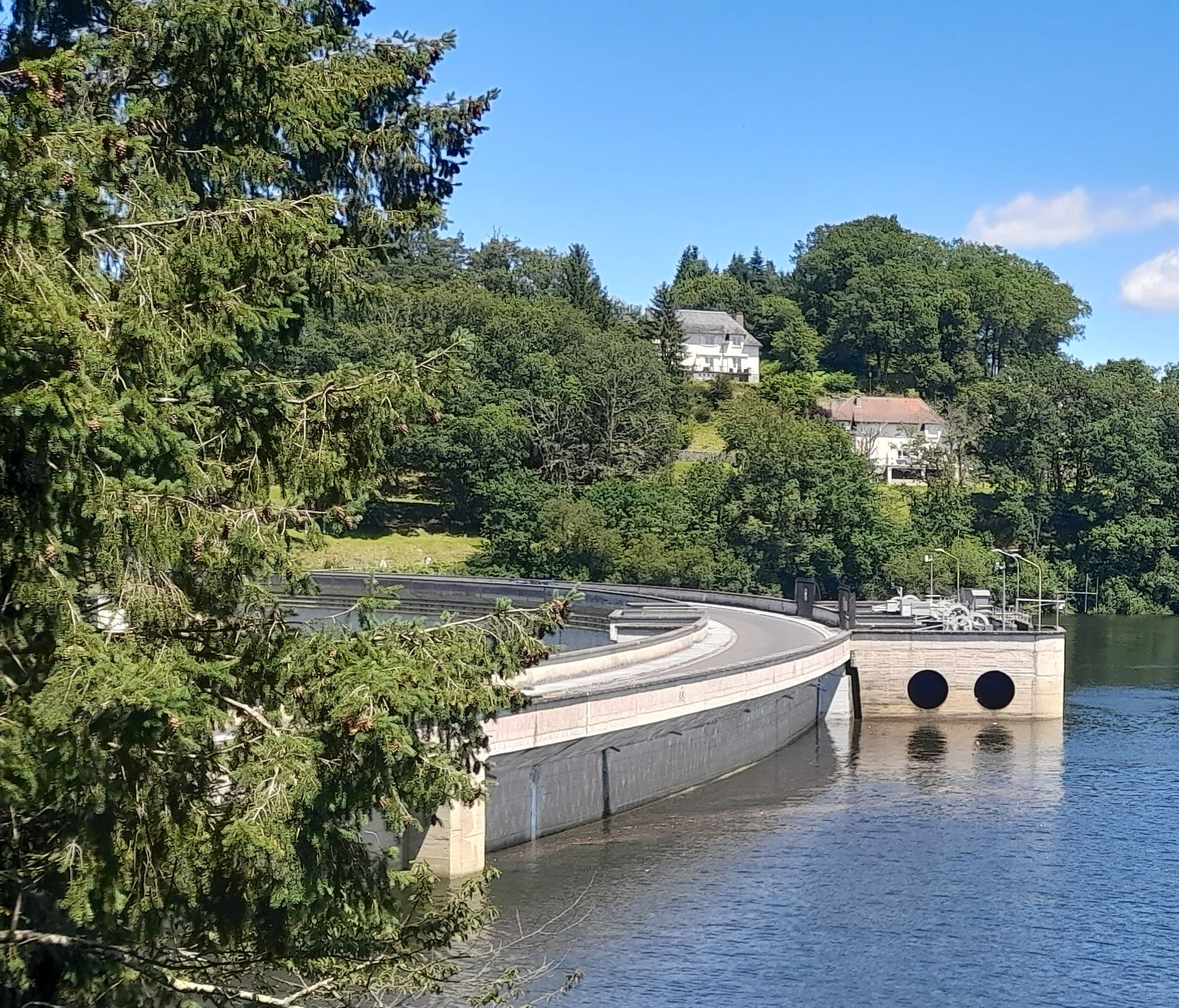
stuwdam van Saint-Étienne-Cantalès

## Zijrivieren
De belangrijkste zijrivieren zijn : 
- Jordanne (rechts)
- Authre (rechts)

## Natuur
De bovenloop tot en met Vic-sur-Cère ligt binnen de grenzen van het Regionaal natuurpark Volcans d’Auvergne.
De loop van de Cère bevat meerdere Natura 2000-gebieden :
- De bovenloop tot nabij Aurillac: in het bijzonder voor de bescherming van de otter.
- De benedenloop vanaf Montvert tot de monding in de Dordogne: in het bijzonder voor de zoetwaterkreeft, de rivierprik en de Atlantische zalm, dankzij de paaiplaatsen
- Meerdere soorten vleermuizen nestelen of overwinteren in de kloven van de Cère